# Herb gminy Gilowice
Herb gminy Gilowice – symbol gminy Gilowice, ustanowiony 6 czerwca 1998.

## Wygląd i symbolika
Herb przedstawia na tarczy na złotym ozdobnym kartuszu w polu niebieskim zielone wzgórze, nad nim trzy złote korony w słup, a obok nich krzyż i drzewo. Są to symbole nawiązujące do XX-wiecznych pieczęci gminnych Gilowic i Rychwałdu.